# Betakaroten
Betakaroten (INN; β-karoten též provitamin A) je významný karotenoid (tedy izoprenoid), který u mnoha organismů slouží buď jako žlutočervené barvivo, nebo u živočichů jako prekurzor vitaminu A (společně s alfa karotenem a lykopenem). Z jedné molekuly β-karotenu vznikají dvě molekuly vitamínu A. Samostatně pak hraje důležitou roli jako antioxidant. DDD pro betakaroten není přímo určena, ale přepočtem 6 : 1 dostaneme DDD 4,8 mg β-karotenu, což je ekvivalent DDD 800 μg vitamínu A nebo 8 000 IU.

## Zdraví
β-Karoten v lidském těle funguje jako antioxidant a jako prekurzor vitaminu A. Nedostatek má obvyklé projevy nedostatku antioxidantů, zvyšuje se riziko rakoviny a klesá celková obranyschopnost organismu. Pokud současně není tělu dodáván ani vitamín A, není z čeho tento vitamín vyrábět a to s sebou nese další významná zdravotní rizika související s nedostatkem tohoto vitamínu. Významnou roli hraje β-karoten při ochraně kůže proti poškození nadměrným sluněním[zdroj⁠?!]. Při akutním předávkování β-karotenem (na rozdíl od vitamínu A) nehrozí žádné vážnější zdravotní problémy, ale dlouhodobé vyšší dávky u kuřáků zvyšovaly výskyt nádorů plic. Delší podávání vyšších dávek také může vést ke změně barvy kůže do oranžova, které ale při odstranění příčiny bez následku odezní.
β-Karoten se vyskytuje v podobě dvou různých stereoizomerů – jako all-trans-β-karoten a jako cis-β-karoten (konkrétně 9-cis-β-karoten).
Syntetický β-karoten je převážně all-trans-izomer (~98%) a vyrábí se ve velkém množství jako složka potravinových doplňků a kosmetických výrobků.
Přírodním zdrojem je převážně zelenina a ta obsahuje v různém poměru obě formy. Ovšem i zde tvoří all-trans-forma převažující složku. Tepelnou úpravou zeleniny dochází k částečné trans-izomeraci a zvýšení podílu cis-izomeru. Například v mrkvi nebo rajčatech, kde je v syrovém stavu obsah cis-izomeru jen okolo 2 % (a je tak prakticky shodný s obsahem v synteticky vyráběném β-karotenu), se po sterilaci zvýší tento podíl na 27 %, respektive 47 % a tepelná úprava usnadní i vstřebávání obou forem. Naproti tomu při vstřebávání v zažívacím traktu se až 95 % cis-β-karotenu změní na all-trans-β-karoten.
Aktivity obou forem v těle se mírně liší. Cis-forma je v organismu účinnějším antioxidantem než all-trans-forma a navíc se déle uchovává ve tkáních. Naproti tomu all-trans-forma je oproti cis-formě aktivnější v úloze provitaminu A. Cis-forma se také hůře vstřebává, obzvláště v přítomnosti velkých dávek all-trans-formy.
Mezi odborníky na výživu probíhá spor o užitečnosti či škodlivosti přijímání synteticky vyráběného (takřka převážně all-trans-) β-karotenu v porovnání s průmyslově extrahovaným β-karotenem přírodního původu, jehož složení kopíruje použitou surovinu.
Zastánci škodlivosti syntetického β-karotenu je často citována studie o vlivu β-karotenu na incidenci nádorů u kuřáků, kde vysoké dávky synteticky vyráběného all-trans-β-karotenu zvyšoval výskyt nádorů plic. Oponenti však namítají, že tato studie se nezabývala škodlivostí all-trans-β-karotenu, nýbrž vlivem vysokých dávek β-karotenu na incidenci nádorů u kuřáků, přičemž studie s použitím přírodní směsi β-karotenů provedena nebyla. Takže nelze říci, zda za zvýšený výskyt nádorů u kuřáků může původ a forma podávaného β-karotenu, nebo jeho vysoké podávané dávky.
Z výše zmíněné studie pak vychází i materiál Světové zdravotnické organizace (WHO), která syntetický β-karoten řadí k látkám, které zvyšují riziko srdečně-cévních onemocnění. Vzhledem k neexistenci relevantních studií však nelze říci, zda stejně rizikový je, nebo není i β-karoten průmyslově extrahovaný z přírodních zdrojů.[zdroj⁠?!]

## Potravinářské aditivum
Betakaroten využívá potravinářský průmysl jako potravinářské aditivum, které je na obalech označováno jako E160a, k obarvení například do sýrů, margarínů, zmrzlin, jogurtů, majonéz, limonád, pudinků nebo cukrovinek.
β-Karoten lze stanovit spektrofotometricky při 459 nm pomocí Lambertova–Beerova zákona s extinkčním koeficientem v tetrahydrofuranu (THF) ε = 9700 L/mol/cm. Jiné karotenoidy však vykazují absorpci při blízkých vlnových délkách a interferují.